# Snake Bite Love
Snake Bite Love – piętnasty album studyjny brytyjskiego zespołu Motörhead, wydany 3 marca 1998 roku nakładem wytwórni muzycznej SPV GmbH. Został nagrany w The Valley Studio w Hollywood.

## Lista utworów
Opracowano na podstawie materiału źródłowego.
| Nr  | Tytuł utworu        | Autorzy                  | Długość |
| --- | ------------------- | ------------------------ | ------- |
| 1.  | „Love for Sale”     | Kilmister, Campbell, Dee | 04:52   |
| 2.  | „Dogs of War”       | Kilmister, Campbell, Dee | 03:38   |
| 3.  | „Snake Bite Love”   | Kilmister, Campbell, Dee | 03:30   |
| 4.  | „Assassin”          | Kilmister, Campbell, Dee | 04:48   |
| 5.  | „Take the Blame”    | Kilmister, Campbell, Dee | 04:03   |
| 6.  | „Dead and Gone”     | Kilmister, Campbell, Dee | 04:19   |
| 7.  | „Night Side”        | Kilmister, Campbell, Dee | 03:37   |
| 8.  | „Don't Lie to Me”   | Kilmister                | 03:59   |
| 9.  | „Joy of Labour”     | Kilmister, Campbell, Dee | 04:52   |
| 10. | „Desperate for You” | Kilmister, Campbell, Dee | 03:27   |
| 11. | „Better Off Dead”   | Kilmister, Campbell, Dee | 03:42   |
|     |                     |                          | 44:47   |

## Twórcy
Opracowano na podstawie materiału źródłowego.
| Zespół Motörhead w składzie - Lemmy Kilmister – gitara basowa, śpiew - Philip Campbell – gitara elektryczna - Mikkey Dee – perkusja |  | Inni - Joe Petagno – okładka, oprawa graficzna - Chris Morrison, Greg D’Angelo – inżynieria dźwięku - Kris Solem – mastering - Howard Benson – produkcja muzyczna, edycja cyfrowa - Mark Dearnley – realizacja nagrań, miksowanie |

## Wydania
| Rok  | Nr katalogowy                  | Format            | Wydawca                                | Region            | Źródło |
| ---- | ------------------------------ | ----------------- | -------------------------------------- | ----------------- | ------ |
| 1998 | SPV 008-18891                  | LP, Album         | Steamhammer                            | Niemcy            | [ 6 ]  |
| 1998 | 06076 86238-2                  | CD, Album         | CMC International Records              | Stany Zjednoczone | [ 6 ]  |
| 1998 | SPV 085-18892 CD               | CD, Album         | Steamhammer                            | Niemcy            | [ 6 ]  |
| 1998 | SPV 085-18892 CD, SPV 18892 CD | CD, Album         | Steamhammer                            | Niemcy            | [ 6 ]  |
| 1998 | BG2 86238                      | CD, Album, Club   | CMC International Records              | Kanada            | [ 6 ]  |
| 1998 | SPV 085-18892-P                | CD, Album, Promo  | Steamhammer                            | Niemcy            | [ 6 ]  |
| 1998 | SP 86238-2                     | CD, Album, Promo  | CMC International Records              | Stany Zjednoczone | [ 6 ]  |
| 1998 | TME MCL042                     | Cass, Album       | TME/Сигалов                            | Rosja             | [ 6 ]  |
| 1998 | SPV 085-18894                  | Cass, Album       | KOCH International Poland, Steamhammer | Polska            | [ 6 ]  |
| 1998 | 06076 86238-4                  | Cass, Album, Club | CMC International Records              | Stany Zjednoczone | [ 6 ]  |
| 2001 | SPV 230-18892 CD               | CD, Album         | Soyuz Music, Steamhammer               | Rosja             | [ 6 ]  |
| 2002 | SANCD054                       | CD, Album         | Sanctuary Records Group Ltd.           | Wielka Brytania   | [ 6 ]  |

## Listy sprzedaży
| Lista                | Kraj            | Pozycja |
| -------------------- | --------------- | ------- |
| Media Control Charts | Niemcy          | 47      |
| Sverigetopplistan    | Szwecja         | 49      |
| UK Albums Chart      | Wielka Brytania | 171     |